# Moulin d'Éguelshardt
Pour les articles homonymes, voir Moulin (homonymie).
Le Moulin est un écart de la commune française d'Eguelshardt, dans le département de la Moselle.

## Histoire
Le moulin est indiqué en 1594 et les ruines sont confirmées dans l'acte d'arpentage du 2 janvier 1721. Le moulin est reconstruit vers 1730 et il a continué à fonctionner jusque vers 1855-1860. À côté du moulin existait une scierie qui arrêta ses activités en 1945.

## Sources
- Les moulins et scieries du Pays de Bitche, Joël Beck, 1999.